# Vârful Dara, Munții Făgăraș
Vârful Dara este un vârf muntos în Masivul Făgăraș, având altitudinea de 2.500 metri, fiind ca înălțime al treisprezecelea vârf din România, devansat între vârfurile din Masivul Făgăraș de Moldoveanu cu 2.544 m, Negoiu cu 2.535 m, Viștea Mare cu 2.527 m, Lespezi cu 2.517 m, Vânătarea lui Buteanu cu 2.507 m, Vârful Hârtopul Darei cu 2.506 m și Vârful Cornul Călțunului cu 2.505 m. Conform Direcției Topografice Militare Române (DTM), pe foaia topografică L-35-86-B-a, la scara 1:25.000, înălțimea exactă a Vârfului Dara este de 2499,6 m.
Calea de acces cea mai recomandabilă este de la Mănăstirea Sâmbăta de Sus, urcând spre culmea muntelui, prin Fereastra Mare a Sâmbetei. Accesul pe vârf se poate face din traseul de creastă dintre vârful Urlea și curmătura Zârnei, în dreptul vârfului Fundul Bândei.

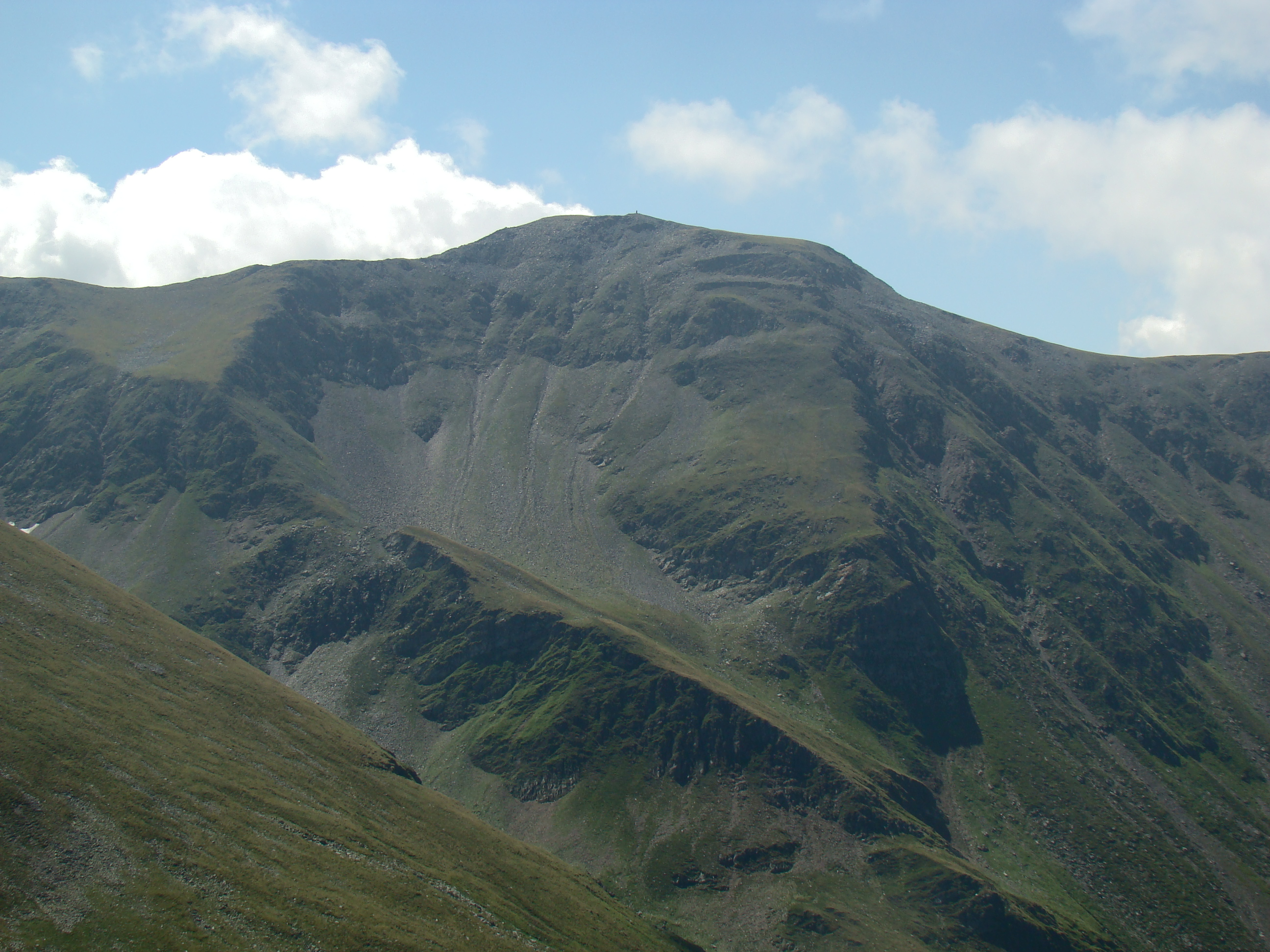
Vârful Dara

## Dara și Hârtopul Darei
Vârful Hârtopul Darei se află în partea estică a munților Făgăraș la sud de vârful Dara, având o înălțime de 2.506 m. Distanța foarte mică față de vârful Dara, aproximativ 300 m la sud de acesta, înspre vârful Mușetescu, precum și faptul că nu este clar delimitat de acesta, pune problema dacă aceste două vârfuri pot fi considerate două vârfuri separate.